# Кедров, Аристарх Павлович
Ариста́рх Па́влович Ке́дров (7 (19) апреля 1868 — 25 января 1954) — протоиерей, настоятель Покровского кафедрального собора в Тамбове.

## Биография
Родился в селе Хилково Кирсановского уезда Тамбовской губернии.
В 1886—1890 годах учился в Тамбовской духовной семинарии. В 1891 году был рукоположен во диакона к церкви с. Чернавка Кирсановского уезда Тамбовской губернии, затем служил в церкви села Космодемьянское того же уезда.
В 1897 году рукоположен во иерея после испытания по богословским предметам за пятый и шестой классы Духовной семинарии. С 1897 по 1922 годы служил священником в селе Несвитском Кирсановского уезда, а затем, до 1929 года, был священником Введенской церкви села Верхнее Спасское Рассказовского района Тамбовской области. Являлся благочинным.
Несмотря на большую семью (у Аристарха Павловича было 13 детей), был описан и конфискован дом за невыполнение требований налогообложения, а в 1929 году последовал первый арест — по обвинению в агитации против Советской власти (статья 58-10 УК РСФСР). 26 декабря 1929 года Особое Совещание при Коллегии ОГПУ СССР вынесло приговор: 3 года высылки в Сибирь.
Находился в Тамбовском ИТД, затем, 27 января 1930 года, был этапирован на поселение в деревню Мелосполье Лешуконского района Архангельской области. За продолжение служения 12 июля 1931 года был снова арестован и осужден 2 ноября 1931 года тройкой при ПП ОГПУ СССР по обвинению «контрреволюционная агитация, активный участник контрреволюционной группировки духовенства и церковников» — на 10 лет высылки в Северный край: Котласский район, Архангельская область.
После возвращения из ссылки, в 1944 году, в возрасте 76 лет Аристарх Павлович Кедров возобновил священническое служение: сначала священник, затем настоятель (с 1952 года) Покровского кафедрального собора в Тамбове.
Умер протоиерей Аристарх Павлович Кедров 25 января 1954 года в Тамбове.
Реабилитирован посмертно прокуратурой Тамбовской области 8 декабря 1995 года.